# WWE-pay-per-viewevenementen 2001
De WWE-pay-per-viewevenementen in 2001 bestond uit professioneel worstelevenementen, die door de WWE werden georganiseerd in het kalenderjaar 2001.
In 2001 introduceerde de organisator, toen de World Wrestling Federation (WWF) genaamd, met Invasion (eenmalig) en met Vengeance (jaarlijks) nieuwe evenementen. Dit jaar organiseerde de WWF geen Armageddon evenement.

## WWE-pay-per-viewevenementen in 2001
| Datum             | Evenement            | Locatie                       | Stad                         |
| ----------------- | -------------------- | ----------------------------- | ---------------------------- |
| 21 januari 2001   | Royal Rumble         | New Orleans Arena             | New Orleans (Louisiana)      |
| 25 februari 2001  | No Way Out           | Thomas & Mack Center          | Las Vegas (Nevada)           |
| 1 april 2001      | WrestleMania X-Seven | Reliant Astrodome             | Houston (Texas)              |
| 29 april 2001     | Backlash             | Allstate Arena                | Rosemont (Illinois)          |
| 5 mei 2001        | Insurrextion         | Earls Court Exhibition Centre | Londen                       |
| 20 mei 2001       | Judgment Day         | ARCO Arena                    | Sacramento (Californië)      |
| 24 juni 2001      | King of the Ring     | Continental Airlines Arena    | East Rutherford (New Jersey) |
| 22 juli 2001      | Invasion             | Gund Arena                    | Cleveland (Ohio)             |
| 19 augustus 2001  | SummerSlam           | Compaq Center                 | San Jose (Californië)        |
| 23 september 2001 | Unforgiven           | Mellon Arena                  | Pittsburgh (Pennsylvania)    |
| 21 oktober 2001   | No Mercy             | Savvis Center                 | Saint Louis (Missouri)       |
| 3 november 2001   | Rebellion            | Manchester Evening News Arena | Manchester                   |
| 18 november 2001  | Survivor Series      | Greensboro Coliseum           | Greensboro (North Carolina)  |
| 9 december 2001   | Vengeance            | San Diego Sports Arena        | San Diego                    |